# Breeveertien (1951)
Breeveertien — плавучий маяк Тринити Хаус номер 11. Построен в 1951 году для маячной службы в Ирландском море. Использовался как маяк до 1988 года. В 1995 году был продан и отбуксирован в Нидерланды, где подвергся реставрации и переоборудованию под плавучий ресторан. Тогда же получил новое имя — Брейвертин (Breeveertien), по названию участка в Северном море. С 2000 года пришвартован в Вейнхавен (Wijnhaven), Роттердам.
В 2008 году был перепродан и прошёл ещё одну реставрацию. В 2009 году открылся как ресторан «Тинто». Маячный огонь и туманный горн в рабочем состоянии.

## Фотогалерея

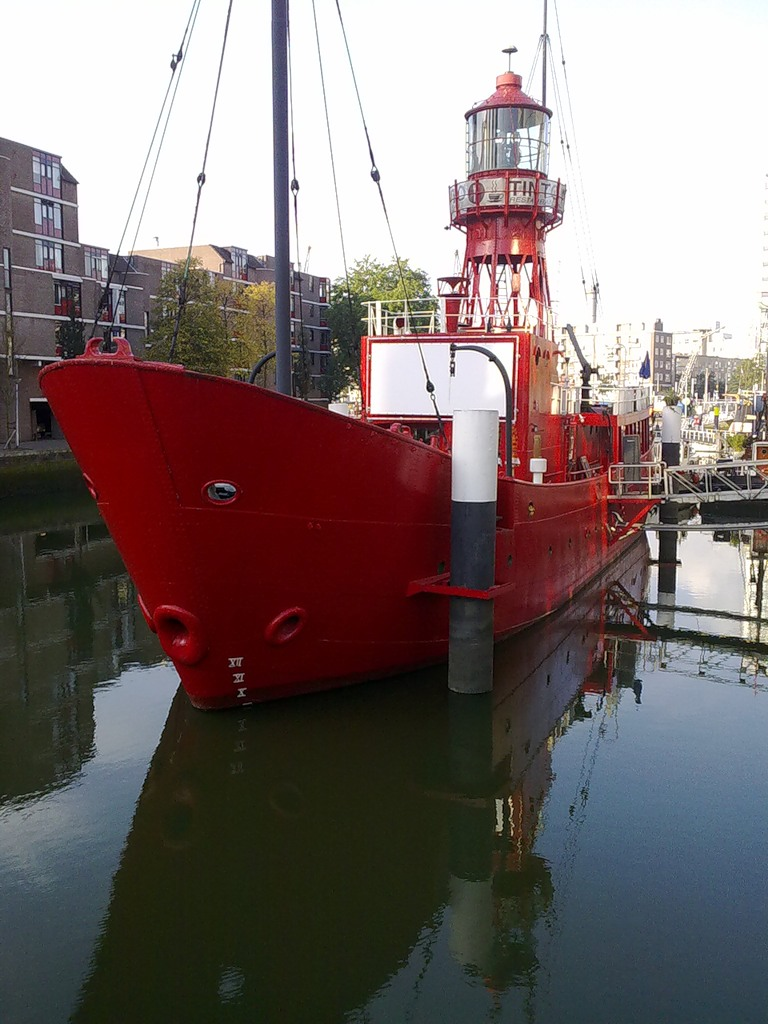
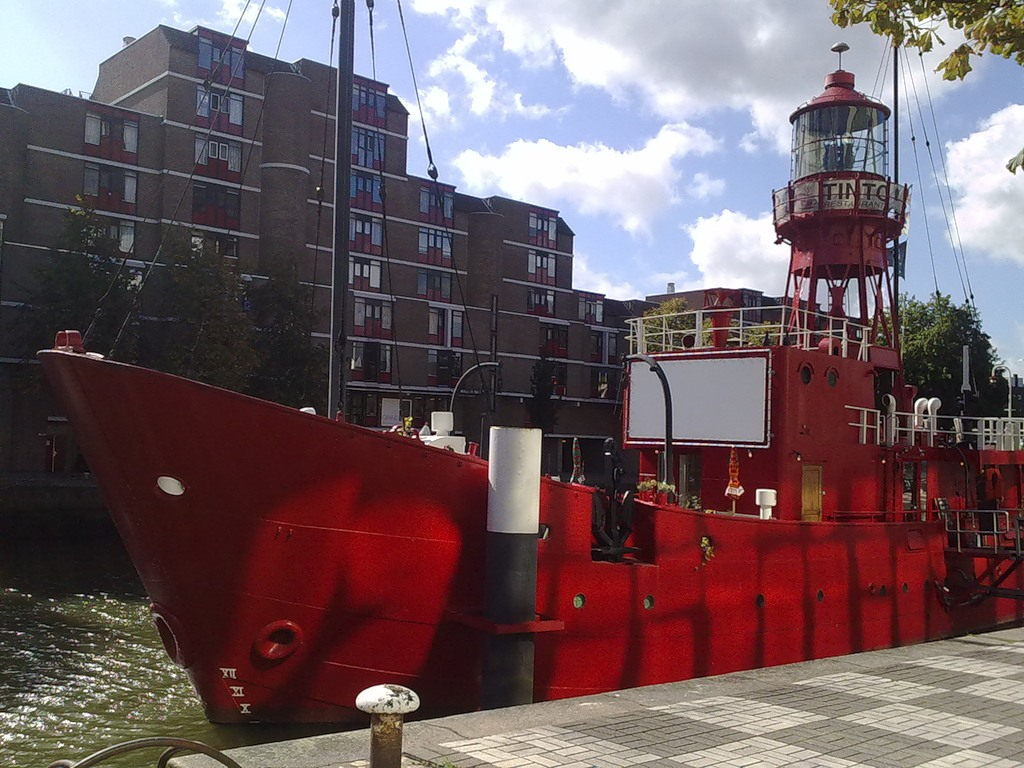
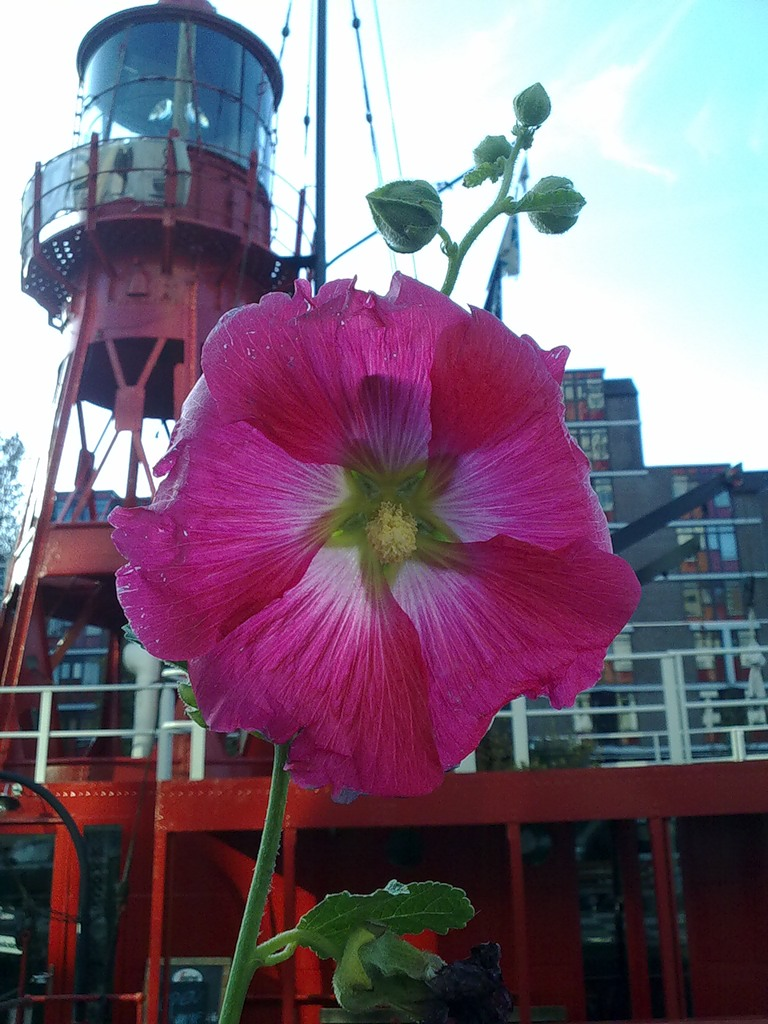
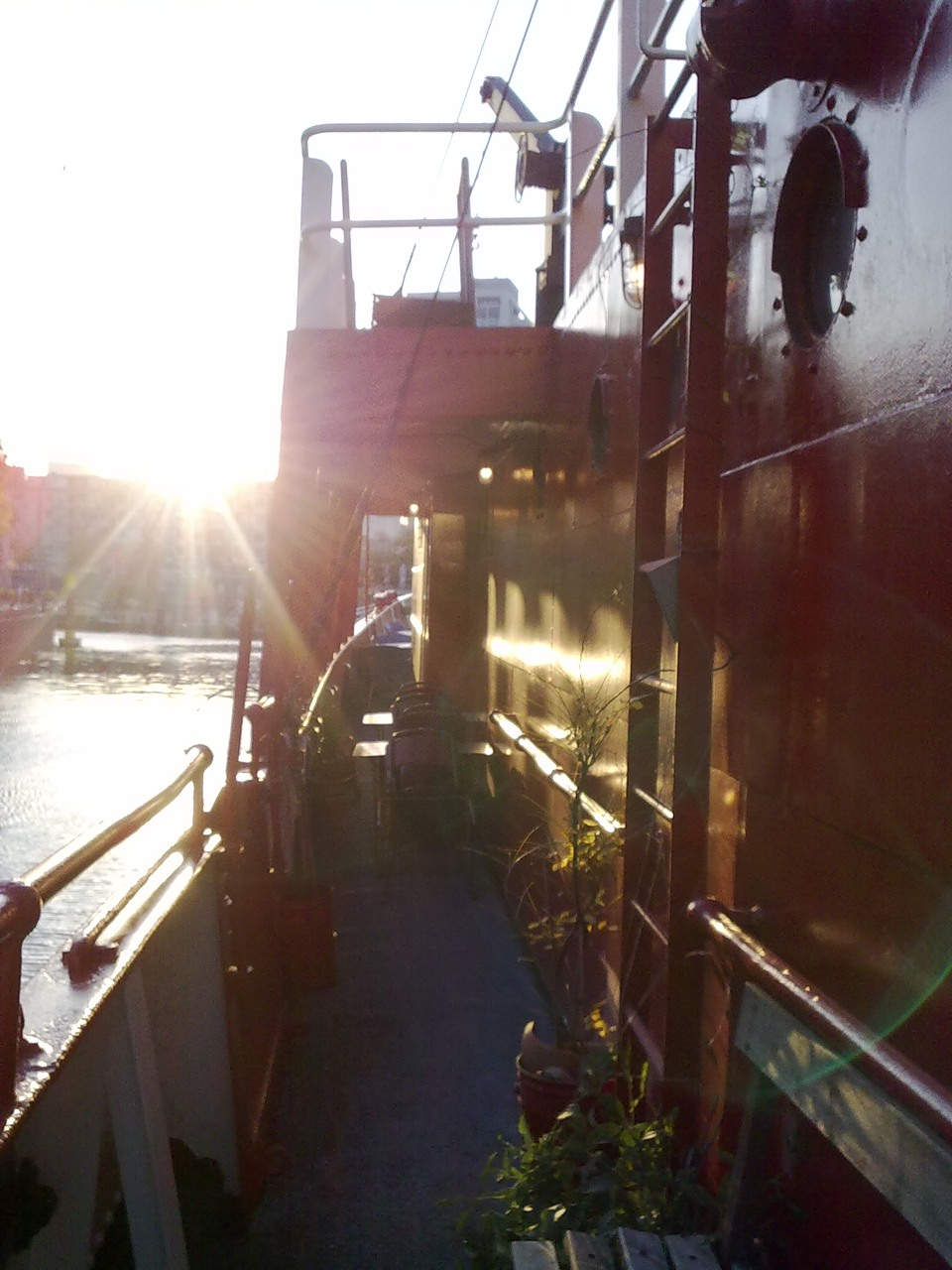